# Alfonsdor
Alfonsdor – złota moneta hiszpańska z XIX wieku, o wartości 25 peset, masie 8,065 gram, w tym czystego złota 7,2585 grama, wprowadzona wprawdzie przez Amadeusza I, lecz upowszechniona przez Alfonsa XII. Alfonsdor zwany jest też centinem.